# Micrognathus erugatus
Micrognathus erugatus is een straalvinnige vissensoort uit de familie van zeenaalden en zeepaardjes (Syngnathidae). De wetenschappelijke naam van de soort is voor het eerst geldig gepubliceerd in 1974 door Earl S. Herald en Charles E. Dawson. Het holotype werd door Dawson in 1972 verzameld in Arembepe, een kustplaats circa 40 km noordoostelijk van Salvador, Bahia (Brazilië).